# 徐榮 (清代)
徐榮（1792年—1855年），原名徐鉴，字鐵孫，号藥垣，又号梅花老農，广州驻防汉军正黄旗人。祖籍湖北监利，后居辽东，先世随清军入关，为汉军正黄旗人，康熙中移徙广东，驻防广州。

## 生平
嘉庆丙子举人，道光丙申进士。
历任浙江临安县、遂昌县、嘉兴县知县，玉环厅同知，绍兴府、杭州府、温州府知府，杭嘉湖道，福建汀漳龙道，后殁于与太平军交战阵中，赐世袭骑都尉。诰授通议大夫，晉封奉政大夫。辑有《怀古田舍诗集》、《词选》不分卷，钞本，藏广东省中山图书馆。

## 诗词来往
阮元开学海堂于广州，试十台诗，荣为冠，人称徐十台。
江苏如皋冒广生以粤人视之，其《小三吾亭词话》卷五“王产子词”条云：“王平子副贡，生而奇慧，读书目数行下。出应童子试，岭南徐铁孙兵备方守越，一见叹异，首擢之。”
四川富顺朱鉴成所著《题凤馆词稿》中有《洞仙歌·铁君出和昨调词，余亦再作》、《金缕曲·次铁君韵》2阕、《台城路·题徐铁孙梅花册叶用银台除夕元韵》等阕。据知，徐荣能词，惜或已散佚。
黄玉阶有《菩萨蛮》（渡江桃叶何须檝）贺徐荣纳姬日捷南宫，谭莹有《庆清朝·题<草檄图>为徐铁孙司马作》。
徐灏有《倦寻芳·追题徐铁孙观察画梅册为文孙石甫农部赋》，则徐荣生前或与徐灏有过词学交往。
龚自珍有《送徐鐵孫序》收錄於《定庵續集》。
梅冷生有《广州桃花词》：“不见诗人徐铁孙，新河旧迹了无痕。试从八字桥头过,犹为桃花一断魂。”

## 家庭
- 曾祖徐士進；
- 祖徐行；
- 父徐振远；
- 妻李氏；
- 子明善；
- 儿媳倪氏，倪秀仁之女，光绪丙戌进士倪教敷之姑；
- 孫徐受廉，光绪丙戌进士。